# 米·伊林
米·伊林（俄語：М. Ильи́н；1896年1月10日—1953年11月15日），“伊林”是笔名，全名係伊利亞·雅科夫列维奇·馬爾沙克（Илья́ Я́ковлевич Марша́к），是前苏联科普作家，也是俄文科普作品《十万个为什么》的作者。

## 生平
1896年，雅科夫列维奇生於烏克蘭葉卡捷琳諾斯拉夫省巴赫穆特市（今阿尔秋莫夫斯克）。1915年，入聖彼得堡大學修習物理與數學。1922年，就讀列寧格勒科技學院，1925年畢業。隨後，雅科夫列维奇進入工廠工作。1929年，因健康因素而退職，此後專職寫作。
1927年出版第一本科普作品《桌子上的太阳》。随后以人们日常生活中遇到的一些普通事物为题材，写出供儿童们阅读的科普读物《十万个为什么》（1929年）。1930年又出版以苏联的第一个五年计划为题材的《一个伟大计划的故事》一书，得到高尔基很高的评价。此书以及1935年出版的《山与人》和《十万个为什么》，都被译成很多国家的文字，包括中文在内。其他重要作品还有《汽车怎样学会跑路》（1930年）、《物质的故事》（1936年）以及《人与自然》和《改造行星》等。曾荣获劳动红旗勋章。
其兄山謬爾·馬爾沙克是一位詩人與兒童文學作家；為了區別，雅科夫列维奇以筆名「米·伊林」發表作品。其妹莉亞·馬爾沙克（筆名艾蓮娜·依利納）則是一位小說家。
1953年，於莫斯科逝世。

## 作品
米·伊林的作品作为许多优秀科普作品的典范，对華語世界科普創作界產生了很大影响。许多老一辈和50年代成长起来的科普作家，都从其作品中得到启发。
他自小酷愛閱讀，喜歡大自然、做實驗，童年時仔細觀察各種生物和天文地理，這使得他日後的創作有著扎實的基礎。一九二七年的《不夜天》是他第一部有分量的作品。「內容豐富，文字生動，思想活潑，段落簡潔」可以概括伊林的寫作特點和優點。
除了科普文學，伊林亦曾寫過謳歌第一個五年計劃的《五年計劃的故事》。他曾於1939年獲頒勞工紅旗勳章。

## 作品列表
科普：
- 桌上的太陽（Солнце на столе），1927
- 几点钟（Который час?），1927
- 黑白（Черным по белому），1928
- 十万个为什么（Сто тысяч почему），1929

歷史人文：
- 五年计划的故事（Рассказ о великом плане），1930
- 山与人（Горы и люди），1932
- 人如何成為巨人（Как человек стал великаном），1940-46，與其妻艾蓮娜·席格合著

## 链接
- 米·伊林作家 （页面存档备份，存于）